# Philippe Ermenault
Philippe Ermenault (Flixecourt, Picardia, 29 d'abril de 1969) va ser un ciclista francès que va destacar en la pista.
Del seu palmarès destaquen les dues medalles als Jocs Olímpics d'Atlanta i dos Campionats del Món en Persecució individual.
El seu fill Corentin també s'ha dedicat al ciclisme.

## Palmarès en pista
- 1992
  -  Campió de França de persecució
- 1993
  -  Campió de França de persecució
- 1994
  -  Campió de França de persecució
- 1995
  -  Campió de França de persecució
- 1996
  -  Medalla d'or als Jocs Olímpics d'Atlanta en persecució per equips (juntament amb Chistophe Capelle, Francis Moreau i Jean-Michel Monin)
  -  Medalla de plata als Jocs Olímpics d'Atlanta en persecució individual
  -  Campió de França de persecució
  -  Campió de França de puntuació
- 1997
  -  Campió del món de persecució
  -  Campió de França de persecució
  -  Campió de França de puntuació
- 1998
  -  Campió del món de persecució
- 1999
  -  Campió de França de persecució

### Resultats a laCopa del Món
- 1995
  - 1r a Tòquio, en Persecució
  - 1r a Adelaida i Tòquio, en Persecució per equips
- 1999
  - 1r a Ciutat de Mèxic, en Persecució per equips

## Palmarès en ruta
- 1990
  - Vencedor d'una etapa de la Volta a Baviera